# Branitsjevo
Branitsjevo (Bulgaars: Браничево Branichevo, Turks: Şarlılar) is een dorp in de Bulgaarse gemeente Kaolinovo, oblast Sjoemen. Op 31 december 2019 telde het dorp 1.388 inwoners. Het dorp ligt 47 km ten noorden van Sjoemen en 324 km ten noordoosten van Sofia.

## Bevolking
De telling van 1934 registreerde 1.573 inwoners. Dit aantal bereikte in 1975 met 2.131 inwoners een hoogtepunt. Het dorp verloor met name in de periode 1984-1989 vrij veel inwoners, als gevolg van de assimilatiecampagnes van het communistisch regime van Todor Zjivkov, waarbij alle Turken en andere moslims in Bulgarije christelijke of Bulgaarse namen moesten aannemen en afstand moesten doen van islamitische gewoonten. De laatste jaren groeit het inwonersaantal van het dorp Branitsjevo weer, vooral vanwege een natuurlijke bevolkingsgroei gecombineerd met repatriatie van Bulgaarse Turken die in de periode 1984-1989 naar Turkije waren uitgeweken. Op 31 december 2019 werden er zo'n 1.388 inwoners geteld.
Van de 1.318 inwoners reageerden er 1.291 op de optionele volkstelling van 2011. Zo’n 995 personen identificeerden zichzelf als Bulgaarse Turken (77%), gevolgd door 241 Roma (19%) en 50 Bulgaren (4%).
| Etnische samenstelling van de respondenten (2011) | Etnische samenstelling van de respondenten (2011) | Etnische samenstelling van de respondenten (2011) | Etnische samenstelling van de respondenten (2011) | Etnische samenstelling van de respondenten (2011) |
| ------------------------------------------------- | ------------------------------------------------- | ------------------------------------------------- | ------------------------------------------------- | ------------------------------------------------- |
|                                                   |                                                   |                                                   |                                                   |                                                   |
| Bulgaren                                          | Bulgaren                                          |                                                   | 3,9%                                              | 3,9%                                              |
| Turken                                            | Turken                                            |                                                   | 77,1%                                             | 77,1%                                             |
| Roma                                              | Roma                                              |                                                   | 18,7%                                             | 18,7%                                             |
| Anders/Onbekend                                   | Anders/Onbekend                                   |                                                   | 0,3%                                              | 0,3%                                              |

Van de 1.318 inwoners die in februari 2011 werden geregistreerd, waren er 214 jonger dan 15 jaar oud (16%), terwijl er 183 inwoners van 65 jaar of ouder werden geteld (14%).
Branitsjevo · Dojrantsi · Dolina · Goesla · Kaolinovo · Kliment · Lisi Vrach · Ljatno · Naoem · Omartsjevo · Pristoe · Sini Vir · Sredkovets · Takatsj · Todor Ikonomovo · Zagoritsje